# 米尔海姆-凯利希
米尔海姆-凯利希（德語：Mülheim-Kärlich，發音：[ˈmyːlhaɪm ˈkɛːɐ̯lɪç] ⓘ）是德国莱茵兰-普法尔茨州迈恩-科布伦茨县的城市，面积16.42平方千米，人口为人。